# Арак – Алеппо
Арак — Алеппо — трубопровід у Сирії, призначений для постачання природного газу із центральної частини країни до району Алеппо.
У 1995-му почалась розробка родовищ газопромислового району на схід від Пальміри, де спорудили газопереробний завод Арак. Перші кілька років його продукцію спрямовували на захід країни по трубопроводу Арак – Хомс – Зайзун, а у 2000-му ввели в дію другий газогін до теплової електростанції поблизу Алеппо. Щоб обійти гірські масиви на північ від Пальміри, його траса спершу описує вигнуту на схід дугу, після чого приймає північно-західний напрямок.
Довжина газопроводу становить 240 км. Він виконаний у діаметрі 400 мм та має робочий тиск у 7,5 МПа.
У 2010-х роках до трубопроводу мали підключити ще один газопереробний завод, створений за проєктом NMAGP. Громадянська війна в Сирії на певний час перервала поступ цього проєкту, проте у 2017-му російська компанія Стройтрансгаз оголосила про відновлення робіт.